# Паїльяко
Паїлья́ко (ісп. Paillaco) — місто в Чилі. Адміністративний центр однойменної комуни. Населення - 9973 особи (2002). Місто і комуна входить до складу провінції Вальдивія і регіону Лос-Ріос.
Територія комуни – 896 км². Чисельність населення – 19.812 мешканців (2007). Щільність населення - 22,11 чол./км².

## Розташування
Місто розташоване за 40 км на південний схід від адміністративного центру регіону міста Вальдивія.
Комуна межує:
- на півночі - з комуною Лос-Лагос
- на сході - з комуною Футроно
- на півдні - з комуною Ла-Уніон
- на заході - з комуною Корраль
- на північному заході - з комуною Вальдивія

## Демографія
Згідно з даними, зібраними під час перепису Національним інститутом статистики, населення комуни становить 19.812 осіб, з яких 9.919 чоловіків та 9.893 жінки.
Населення комуни становить 5,3% від загальної чисельності населення регіону Лос-Ріос. 49,18% належить до сільського населення та 50,82% - міське населення.